# Telephinidae
Famille
Synonymes
- Telephidae
- Carrickiinae

Les Telephinidae sont une famille fossile de trilobites de l'ordre  des Proetida.

## Liste des genres
Selon Paleobiology Database (9 juin 2025) :
- †Carolinites Kobayashi, 1940
- †Goniophrys Ross, 1951
- †Oopsites Fortey, 1975
- †Opipeuter Fortey, 1974
- †Phorocephala Lu, 1965
- †Pyraustocranium Ross, 1951
- †Telephina Marek, 1952

## Classification
Le famille des Telephinidae est décrite en 1952 par le paléontologue tchèque Ladislav Marek (1928-). 

### Collections
Selon Paleobiology Database en 2024, le nombre de collections référencées est de 304.
Ces collections sont datées du Tulean de l'Ordovicien inférieur au Rawtheyien de l'Ordovicien supérieur, soit de 480,8 à 445,2 Ma avant notre ère.

### Publication originale
- (en) L. Marek, « Contribution to the Stratigraphy and Fauna of the Uppermost Part of the Krålur Dvur Shales ». (Ashgillian), Sborník Ústředního ústavu geologického. Oddíl paleontologický, Prague, 1952, vol. 19, p. 429-455, pls. I-Il.